# Conor Kostick
Conor Kostick (* 26. Juni 1964 in Cheshire) ist ein irischer Historiker und Autor.

## Werdegang
Kostick wurde 1964 im Westen Englands geboren; heute lebt er in Irland. Als Professor am Trinity College in Dublin unterrichtet er die Geschichte des Mittelalters und hat bereits mehrere historische Bücher sowie zahlreiche Essays zu politischen und kulturellen Themen veröffentlicht. Bereits mit 19 Jahren war er Erfinder des weltweit ersten interaktiven Fantasy-Rollenspiels Treasure Trap. Zu diesem Ereignis trafen sich Interessierte auf der Burg Peckforton Castle in Cheshire, um verkleidet an dem Event teilzunehmen und er dachte sich dazu verschiedene Handlungen aus. Jedoch blieb dieses Unterfangen nicht langlebig.
Wenn er sich nicht gerade wissenschaftlich betätigt oder politisch engagiert, taucht er selbst auch gerne in die Welt der Online-Rollenspiele ein. So verbindet er in seinen geschaffenen Rollenspielen seine Vorliebe für diese Neigungen. „Epic“ ist sein erster Roman, in dem er den Leser in eine fantastische und abenteuerliche Welt führt, die für die Menschen durch einen Datenhelm erst zugänglich wird.

## Veröffentlichungen (Auswahl)

### Deutsch
- Epic (Oetinger, 2006), ISBN 978-3-7891-4025-9
- Saga (Oetinger, 2007), ISBN 978-3-7891-4030-3

### Englisch
- Revolution in Ireland (Cork University Press, 2009 [1996]).
- The Easter Rising, A Guide to Dublin in 1916 (O’Brien, 2000), mit Lorcan Collins.
- Irish Writers Against War (O’Brien Press, 2003), co-editor mit Katherine Moore.
- The Book of Curses (O’Brien Press, 2007).
- The Social Structure of the First Crusade (Brill, 2007).
- Move (O’Brien Press, 2008).
- The Siege of Jerusalem (Continuum, 2009).
- Medieval Italy, Medieval and Early Modern Women (Four Courts, 2010), editor.
- The Crusades and the Near East (Routledge, 2010), editor.
- Edda (O’Brien, 2011).